# Georg Benjamin Gloxin
Georg Benjamin Gloxin (* 1660 in Worms oder Colmar; † nach 1685 vermutlich in Colmar) war ein deutscher Arzt und Mitglied der Gelehrtenakademie „Leopoldina“.
Georg Benjamin Gloxin war Respondent der Universität Straßburg. Er war Stadtarzt in Colmar und gehörte zur Colmarer Familie Gloxin, deren Ursprünge in Arnswalde lagen. Benjamin Peter Gloxin war ein Nachfahr von Georg Benjamin Gloxin.
Am 23. Februar 1685 wurde Georg Benjamin Gloxin mit dem Beinamen SERENUS I. als Mitglied (Matrikel-Nr. 130) in die Leopoldina aufgenommen.

## Schriften
- mit Markus Mappus: Peri Tēs Chlōrōseōs Seu De Foedis Virginum Coloribus, Spoor, Argentorati 1682 Digitalisat
- Dissertatio Inauguralis Medico-Chirurgica De Paracentesi, Spoor, Argentorati 1683 Digitalisat